# غوردون وليامز
غوردون وليامز (بالإنجليزية: Gordon Williams)‏ (22 فبراير 1929 بنيوكاسل أبون تاين في المملكة المتحدة - ) هو لاعب كرة قدم بريطاني في مركز الهجوم. لعب مع شيفيلد يونايتد ودارلينجتون إف سى.